# Death of a Bachelor
Death of a Bachelor (с англ. — «Смерть холостяка») — пятый студийный альбом американской рок-группы Panic! At the Disco, выпущенный лейблами Fueled by Ramen и DCD2 Records 15 января 2016 года. Он является завершением четвёртого студийного альбома группы Too Weird to Live, Too Rare to Die! (2013). Альбом был полностью записан вокалистом и мультиинструменталистом Брендоном Ури в соавторстве с другими поэтами.
Death of a Bachelor дебютировал на первой строчке чарта Billboard 200 с продажами 190 000 экземпляров в первую неделю и стал первым альбомом группы, добившимся такого успеха.

## История создания
В интервью с Entertainment Tonight Брендон Ури сказал, что при написании текстов песен альбома он вдохновлялся своей женой Сарой Ури и образом жизни, который он вёл на тот момент.

## Промо
«Hallelujah» была выпущена в качестве лид-сингла 20 апреля 2015 года, а официальное музыкальное видео было загружено на Youtube 7 июля 2015 года.
«Death of a Bachelor» впервые была представлена Питом Венцем на радио Beats 1.
«Victorious» была выпущена для загрузки в цифровом формате 29 сентября 2015 года в качестве второго сингла с альбома.
«Emperor’s New Clothes» вместе с музыкальным видео была выпущена для загрузки в цифровом формате 22 октября 2015 в качестве третьего сингла альбома.
«LA Devotee» стала первым промосинглом альбома, релиз которого состоялся 26 ноября 2015 года.
Официальное музыкальное видео на песню «Death of a Bachelor» было загружено на YouTube 24 декабря 2015 года.
31 декабря 2015 года группа выпустила второй промосингл «Don’t Threaten Me with a Good Time»
В дни премьеры Death of a Bachelor группа загрузила оставшиеся треки альбома на свой Youtube-канал.

## Реакция критики
| Совокупная оценка    | Совокупная оценка |
| Источник             | Оценка            |
| -------------------- | ----------------- |
| AnyDecentMusic?      | 5.9/10            |
| Metacritic           | 69/100            |
| Оценки критиков      |                   |
| Источник             | Оценка            |
| AllMusic             | [ 4 ]             |
| Alternative Press    | [ 21 ]            |
| The A.V. Club        | B                 |
| DIY                  | [ 3 ]             |
| Entertainment Weekly | B−                |
| The Guardian         | [ 23 ]            |
| PopMatters           | 7/10              |
| Q                    | [ 25 ]            |
| Rolling Stone        | [ 26 ]            |
| USA Today            | [ 27 ]            |

Death of a Bachelor получил смешанные отзывы критиков. От Metacritic альбом получил среднюю оценку 69 из 100, что означает «в целом благоприятные отзывы», основанные на 16 рецензиях.

## Список композиций
| №                   | Название                             | Автор(ы) | Длительность |
| ------------------- | ------------------------------------ | --- | ------------ |
| 1.                  | «Victorious»                         | Брендон Ури Кристофер Джей Баран Майк Виола White Sea Джейк Синклер Алекс ДеЛеон Риверс Куомо                                                 | 2:58         |
| 2.                  | «Don't Threaten Me with a Good Time» | Джонатан Ротем Тиль Дувиль Карл Леман Джеркер Ханссон Ури Синклер Амир Салем Кейт Пирсон Фред Шнайдер Кит Стрикленд Синтия Уилсон Рики Уилсон | 3:33         |
| 3.                  | «Hallelujah»                         | Ури Арон Райт Imad-Roy El-Amie White Sea Синклер Роберт Уильям Ламм                                                                           | 3:00         |
| 4.                  | «Emperor's New Clothes»              | Ури Синклер Лорен Притчард Сэм Холландер Дэн Уилсон                                                                                           | 2:38         |
| 5.                  | «Death of a Bachelor»                | Ури Притчард Синклер | 3:23         |
| 6.                  | «Crazy=Genius»                       | Ури Холландер Синклер | 3:18         |
| 7.                  | «LA Devotee»                         | Ури White Sea Синклер | 3:16         |
| 8.                  | «Golden Days»                        | Ури Холландер Синклер | 4:14         |
| 9.                  | «The Good, the Bad and the Dirty»    | Ури Притчард Синклер | 2:51         |
| 10.                 | «House of Memories»                  | Ури White Sea Синклер | 3:28         |
| 11.                 | «Impossible Year»                    | Ури Холландер Синклер | 3:22         |
| Общая длительность: | Общая длительность:                  | Общая длительность: | 36:06        |

## Участники записи
Сведения взяты из буклета альбома.

| Panic! At the Disco - Брендон Ури — вокал, гитара, бас-гитара, ударные (кроме «Hallelujah»), бэк-вокал в «Hallelujah» Другие музыканты - Роб Мэтс — аранжировка, дирижирование - Энди Снитцер — теноровый саксофон - Дейв Манн — теноровый саксофон - Аарон Хеик — альтовый саксофон - Дейв Рикенберг — баритоновый саксофон - Майк Дэвис — теноровый тромбон - Рэнди Андос — басовый тромбон - Джефф Кивит — труба - Тони Кадлек — труба в «Death of a Bachelor», «Crazy=Genius», «LA Devotee», «Golden Days» и «Impossible Year»; флюгельгорн - Дилан Шваб — труба в «Victorious», «The Good, the Bad and the Dirty» и «House of Memories» - Сьюзи Шинн — бэк-вокал в «Victorious», «Death of a Bachelor», «Crazy=Genius», «LA Devotee», «Golden Days» и «The Good, the Bad and the Dirty» - Джейк Синклер — бэк-вокал в «Victorious» и «Hallelujah» - White Sea — бэк-вокал в «Victorious» и «Hallelujah» - Марк Степро — ударные в «Hallelujah» | Производство - Николь Гус — креативная составляющая и арт-дирекция - Брендон Ури — креативная составляющая и арт-дирекция - Зак Холл — фотография обложки - Шервин Лайнес — портретная фотография - The Visual Strategist — разработка - Джейк Синклер — продюсирование всех песен, кроме «Don’t Threaten Me with a Good Time» и «Hallelujah»; сопродюсер «Don’t Threaten Me with a Good Time» и «Hallelujah» - Джонатан Ротем — сопродюсирование «Don’t Threaten Me with a Good Time» - Royal — сопродюсирование «Hallelujah» - Сьюзи Шинн — дополнительное продюсирование «Victorious», «Death of a Bachelor», «Crazy=Genius», «LA Devotee», «Golden Days» и «The Good, the Bad and the Dirty»; engineer - White Sea — дополнительное продюсирование «LA Devotee» и «House of Memories» - Клаудиус Миттендорфер — сведение всех песен, кроме «Hallelujah» - Майкл Брауэр — сведение «Hallelujah» - Пит Лаймен — мастеринг всех песен кроме «Hallelujah» - Джо Лапорта — мастеринг «Hallelujah» |

## Чарты
| Чарт (2016)                            | Высшая позиция |
| -------------------------------------- | -------------- |
| Австралия (ARIA)                       | 3              |
| Австрия (Ö3 Austria)                   | 15             |
| Бельгия/Фландрия (Ultratop)            | 14             |
| Бельгия/Валлония (Ultratop)            | 88             |
| Канада (Canadian Albums Chart)         | 3              |
| Нидерланды (Album Top 100)             | 14             |
| Финляндия (Suomen virallinen lista)    | 22             |
| Германия (Offizielle Top 100)          | 23             |
| Ирландия (IRMA)                        | 4              |
| Италия (Classifica album)              | 66             |
| Новая Зеландия (RMNZ)                  | 4              |
| Norwegian Albums (VG-lista)            | 20             |
| Швеция (Sverigetopplistan)             | 27             |
| Швейцария (Schweizer Hitparade)        | 41             |
| Великобритания (UK Albums Chart)       | 4              |
| США (Billboard 200)                    | 1              |
| США (Billboard Top Rock Albums)        | 1              |
| США (Billboard Top Alternative Albums) | 1              |